# Стивън Уотсън
Стивън Уотсън (на английски: S. J. Watson) е английски писател на бестселъри в жанра трилър.

## Биография и творчество
Стивън Уотсън е роден през 1971 г. в Стоуърбридж, Уест Мидландс, Англия.
Учи физика в университета в Бирмингам, а след това се премества в Лондон. Работи над 15 години в различни болници на Националната здравна служба и специализира като аудиолог в диагностиката и лечението на деца с увреден слух.
Заедно с работата си Уотсън се опитва да пише литература. През 2009 г. е приет в първия курс на академията „Фейбър“ за творческо писане, по програма, която покрива всички аспекти на писателската кариера. Резултатът от обучението му е трилъра „Преди да заспя“. Със съдействието на литературния агент Клер Конвил, която среща в края на курса, романът е издаден през 2011 г. Разказва невероятната история на героинята Кристин Лукас. Той бележи незабавен успех, става международен бестселър и е преведен на над 43 езика по света. Удостоен е с наградите – „Дагер“ на Асоциацията на писателите на криминални романи за най-добър дебют и наградата на „Galaxy Book“ за криминален трилър на годината. Екранизиран е през 2014 г. от компанията на Ридли Скот с участието на Никол Кидман, Колин Фърт и Марк Стронг.
Стивън Уотсън живее със семейството си в Лондон.

## Произведения

### Самостоятелни романи
- Before I Go To Sleep (2011) – награда „Дагер“
Преди да заспя, изд.: ИК „Обсидиан“, София (2011, 2014), прев. Здравка Славянова
- Second Life (2015)
Втори живот, изд.: ИК „Обсидиан“, София (2015), прев. Здравка Славянова
- Final Cut (2020)

### Филмография
- 2014 Преди да заспя, Before I Go To Sleep